# Saint-Étienne-en-Bresse
Saint-Étienne-en-Bresse ist eine französische Gemeinde im Département Saône-et-Loire in der Region Bourgogne-Franche-Comté. Sie gehört zum Arrondissement Louhans und zum Kanton Louhans. Die Gemeinde hat 806 Einwohner (Stand 1. Januar 2022), sie werden Stéphanois, resp. Stéphanoises genannt.

## Geografie

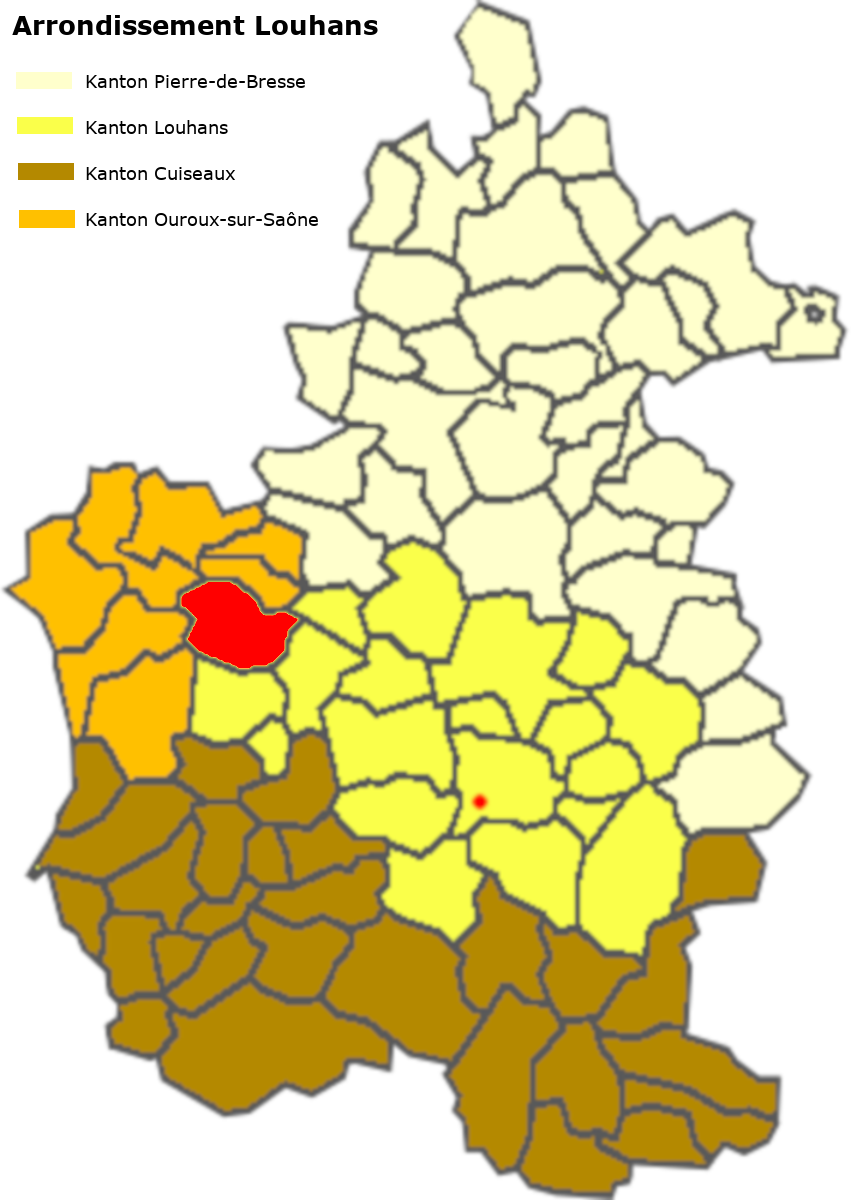
Lage der Gemeinde im Arrondissement Louhans

Saint-Étienne-en-Bresse liegt in der Landschaft Bresse, im äußersten Südwesten des Arrondissements Louhans und grenzt an das Arrondissement Chalon-sur-Saône. In Ost-West-Richtung durchzieht die Departementsstraße D978 (Montret–Saint-Germain-du-Plain) die Gemeinde und kreuzt im Ort die Departementsstraße D162 (Villegaudin–Simandre). Das Flüsschen La Tenarre bildet einen Teil der östlichen Gemeindegrenze, fließt durch die Gemeinde nahe am Bourg vorbei, bildet einen Teil der westlichen Gemeindegrenze und verlässt das Gebiet Richtung Westen. Entlang der nordöstlichen Gemeindegrenze fließt der Ruisseau du Moulin d’Amy. Die Gemeinde weist recht wenig bewaldete Flächen auf, verfügt dafür über rund zehn Étangs, die durch Biefs, künstlich angelegten Wasserläufen, zur Tenarre entwässert werden.
Zur Gemeinde gehören die folgenden Weiler und Fluren: le Bardard, la Barre, les Bouchats, Bout-de-Lai, les Buissons-Beaujard, Carcabeaux, les Chaillots, la Charpine, le Château-Gaillard, Chiraud, la Citadelle, les Clergets, le Congay, Corberan, les Durandards, Faugière, la Gagère, les Gaudets, Grand-Crussole, la Grille, la Gruyère, Meix-Bellicaut, Meix-Py, la Misère, les Moissons, Moulin-Neuf, le Murot, Narbonne, la Nuzillière, le Parc, Petit-Crussole, la Planchette, le Pontot, les Reppes, les Roussots, le Saugy, la Serrée (Gewässer), le Talloy, Vauchirey, la Verne, le Villey, la Volière, le Vorty.

### Klima
Das Klima in Saint-Étienne-en-Bresse ist warm und gemäßigt. Es gibt das ganze Jahr über deutliche Niederschläge, selbst der trockenste Monat weist noch hohe Niederschlagsmengen auf. Die Klassifikation des Klimas nach Köppen und Geiger ist Cfb ((Gemäßigtes) Ozeanklima). Die Temperatur liegt im Jahresdurchschnitt bei 12,0 °C. Der wärmste Monat ist der Juli mit einer Durchschnittstemperatur von 21,2 °C, der kälteste der Januar mit 3,3 °C. Über ein Jahr verteilt summieren sich die Niederschläge auf 1055 mm, dabei ist der November mit 113 mm der niederschlagsreichste, während März als trockenster Monat 73 mm aufweist. Über das ganze Jahr werden etwa 2700 Sonnenstunden gezählt.
|                        | Jan | Feb | Mär  | Apr  | Mai  | Jun  | Jul  | Aug  | Sep  | Okt  | Nov  | Dez |   |      |
| Mittl. Temperatur (°C) | 3,3 | 4,0 | 7,6  | 11,2 | 15,1 | 19,2 | 21,2 | 20,8 | 17,0 | 12,9 | 7,4  | 4,1 | ⌀ | 12   |
| Mittl. Tagesmax. (°C)  | 6,2 | 7,7 | 12,0 | 15,8 | 19,4 | 23,9 | 25,9 | 25,6 | 21,5 | 17,0 | 10,5 | 6,9 | ⌀ | 16,1 |
| Mittl. Tagesmin. (°C)  | 0,7 | 0,7 | 3,3  | 6,4  | 10,3 | 14,2 | 16,2 | 15,9 | 12,8 | 9,3  | 4,5  | 1,6 | ⌀ | 8    |
|                        |     |     |      |      |      |      |      |      |      |      |      |     |   |      |
| Niederschlag (mm)      | 89  | 75  | 73   | 88   | 96   | 78   | 75   | 79   | 88   | 103  | 113  | 98  | Σ | 1055 |

| 0,7 |

| 0,7 |

| 3,3 |

| 6,4 |

| 10,3 |

| 14,2 |

| 16,2 |

| 15,9 |

| 12,8 |

| 9,3 |

| 4,5 |

| 1,6 |

| 0,7 |

| 0,7 |

| 3,3 |

| 6,4 |

| 10,3 |

| 14,2 |

| 16,2 |

| 15,9 |

| 12,8 |

| 9,3 |

| 4,5 |

| 1,6 |

## Toponymie
Eine erste Erwähnung geht zurück auf das Jahr 1308, in dem der Name Saint-Estienne en Bresse erwähnt wird. 1362 wird ausdrücklich auf das Bestehen einer Kirche hingewiesen mit Ecclesia Sancti-Stephani (Étienne ist die französische Form von Stephan). Die Kirche sei dem Abt von Sankt-Peter in Chalon-sur-Saône geweiht gewesen und führte weiter zur heutigen Ortsbezeichnung.
Als Folge der Revolution und der damit verbundenen Säkularisierung wurde die Gemeinde für einige Zeit umbenannt in Niveau.

## Geschichte
Beim Weiler Roussots befand sich eine Römerstraße Richtung Fontaine-Bouland. Dort wurde eine Motte gefunden, ebenfalls in Corberan und in Chaillots steht ein Bauernhaus mit Taubenschlag anstelle einer Burg mit Wassergraben. Rund drei Viertel der Gemeinde gehörten 1640 René de Montconis, ging dann über an Théophile de la Menue, an die Damas de Sassangy und an die de Châtenay, Grafen von Saint-Vincent, die anfangs 18. Jahrhundert das Schloss im Ort bauen ließen (heute ein Bauernhaus). Später ging die Herrschaft über an die Chamillard, die Gagne de Perrigny und schließlich an die Goux de Saint-Seine.
1380 erhielten die Einwohner von Saint-Étienne-en-Bresse einen Freibrief, darin waren die Rechte und Pflichten zwischen Herren und Einwohnern geregelt. Die Einwohner hatten jährlich eine Entschädigung zu bezahlen von  einem Goldflorin (entsprechend 13 Sous), drei Hühnern und der Leistung von drei Tagen Frondienst.
Die neo-romanische Kirche wurde 1832 erbaut, die erste Schule 1833 und ein Mehrklassenschulhaus 1873. 1988 bestanden noch 31 Landwirtschaftsbetriebe. In früheren Zeiten hatte der Ort Anrecht auf zwei Jahrmärkte und es bestanden zwei Mühlen.

### Die Herren von Saint-Étienne-en-Bresse
Die Gemeinde war die nördlichste der Kastellanei Cuisery und deshalb eng mit deren Geschichte verbunden. Erst spät begannen sich Einzellehen herauszubilden.
Das Lehen war 1644 zu drei Vierteln im Besitz von René de Montcony. Er verkaufte seinen Anteil an Théophile de la Menue, Écuyer, der es an die Damas de Sassangy weitergab. Schließlich gelangte das Lehen an die de Chatenay, Grafen von Saint-Vincent, die es 1759 an Madame de Chamillard verkauften.

## Bevölkerung
| Saint-Étienne-en-Bresse: Einwohnerzahlen von 1793 bis 2020 | Saint-Étienne-en-Bresse: Einwohnerzahlen von 1793 bis 2020 | Saint-Étienne-en-Bresse: Einwohnerzahlen von 1793 bis 2020 | Saint-Étienne-en-Bresse: Einwohnerzahlen von 1793 bis 2020 | Saint-Étienne-en-Bresse: Einwohnerzahlen von 1793 bis 2020 |
| --- | ---------------------------------------------------------- | ---------------------------------------------------------- | ---------------------------------------------------------- | ---------------------------------------------------------- |
| Jahr |                                                            |                                                            |                                                            | Einwohner                                                  |
| 1793 | 1793                                                       |                                                            | 922                                                        | 922                                                        |
| 1800 | 1800                                                       |                                                            | 852                                                        | 852                                                        |
| 1806 | 1806                                                       |                                                            | 907                                                        | 907                                                        |
| 1821 | 1821                                                       |                                                            | 902                                                        | 902                                                        |
| 1831 | 1831                                                       |                                                            | 951                                                        | 951                                                        |
| 1836 | 1836                                                       |                                                            | 1.068                                                      | 1.068                                                      |
| 1841 | 1841                                                       |                                                            | 1.094                                                      | 1.094                                                      |
| 1846 | 1846                                                       |                                                            | 1.150                                                      | 1.150                                                      |
| 1851 | 1851                                                       |                                                            | 1.153                                                      | 1.153                                                      |
| 1856 | 1856                                                       |                                                            | 1.180                                                      | 1.180                                                      |
| 1861 | 1861                                                       |                                                            | 1.164                                                      | 1.164                                                      |
| 1866 | 1866                                                       |                                                            | 1.169                                                      | 1.169                                                      |
| 1872 | 1872                                                       |                                                            | 1.179                                                      | 1.179                                                      |
| 1876 | 1876                                                       |                                                            | 1.196                                                      | 1.196                                                      |
| 1881 | 1881                                                       |                                                            | 1.163                                                      | 1.163                                                      |
| 1886 | 1886                                                       |                                                            | 1.132                                                      | 1.132                                                      |
| 1891 | 1891                                                       |                                                            | 1.136                                                      | 1.136                                                      |
| 1896 | 1896                                                       |                                                            | 1.140                                                      | 1.140                                                      |
| 1901 | 1901                                                       |                                                            | 1.144                                                      | 1.144                                                      |
| 1906 | 1906                                                       |                                                            | 1.144                                                      | 1.144                                                      |
| 1911 | 1911                                                       |                                                            | 1.081                                                      | 1.081                                                      |
| 1921 | 1921                                                       |                                                            | 983                                                        | 983                                                        |
| 1926 | 1926                                                       |                                                            | 940                                                        | 940                                                        |
| 1931 | 1931                                                       |                                                            | 942                                                        | 942                                                        |
| 1936 | 1936                                                       |                                                            | 852                                                        | 852                                                        |
| 1946 | 1946                                                       |                                                            | 846                                                        | 846                                                        |
| 1954 | 1954                                                       |                                                            | 724                                                        | 724                                                        |
| 1962 | 1962                                                       |                                                            | 738                                                        | 738                                                        |
| 1968 | 1968                                                       |                                                            | 613                                                        | 613                                                        |
| 1975 | 1975                                                       |                                                            | 584                                                        | 584                                                        |
| 1982 | 1982                                                       |                                                            | 623                                                        | 623                                                        |
| 1990 | 1990                                                       |                                                            | 721                                                        | 721                                                        |
| 1999 | 1999                                                       |                                                            | 732                                                        | 732                                                        |
| 2009 | 2009                                                       |                                                            | 838                                                        | 838                                                        |
| 2014 | 2014                                                       |                                                            | 823                                                        | 823                                                        |
| 2020 | 2020                                                       |                                                            | 791                                                        | 791                                                        |
| Quelle(n): EHESS/Cassini bis 2006, ab 2009 INSEE Anmerkung(en): • Ab 1962 offizielle Zahlen ohne Einwohner mit Zweitwohnsitz • Höchste Einwohnerzahl 1876 mit 1196, tiefste Einwohnerzahl 1975 mit 584 (48,8 % vom Maximum) |                                                            |                                                            |                                                            |                                                            |

| Bevölkerungsstruktur | Anzahl Einwohner | männlich | weiblich | davon Ausländer | Anteil % |
| -------------------- | ---------------- | -------- | -------- | --------------- | -------- |
|                      | 786              | 394      | 392      | 4               | 0,5      |

| Männer | Alterstufe | Frauen |
| ------ | ---------- | ------ |
| 3      | 90 + älter | 5      |
| 24     | 75–89      | 23     |
| 74     | 60–74      | 82     |
| 91     | 45–59      | 84     |
| 76     | 30–44      | 75     |
| 60     | 15–29      | 46     |
| 66     | 0–14       | 78     |

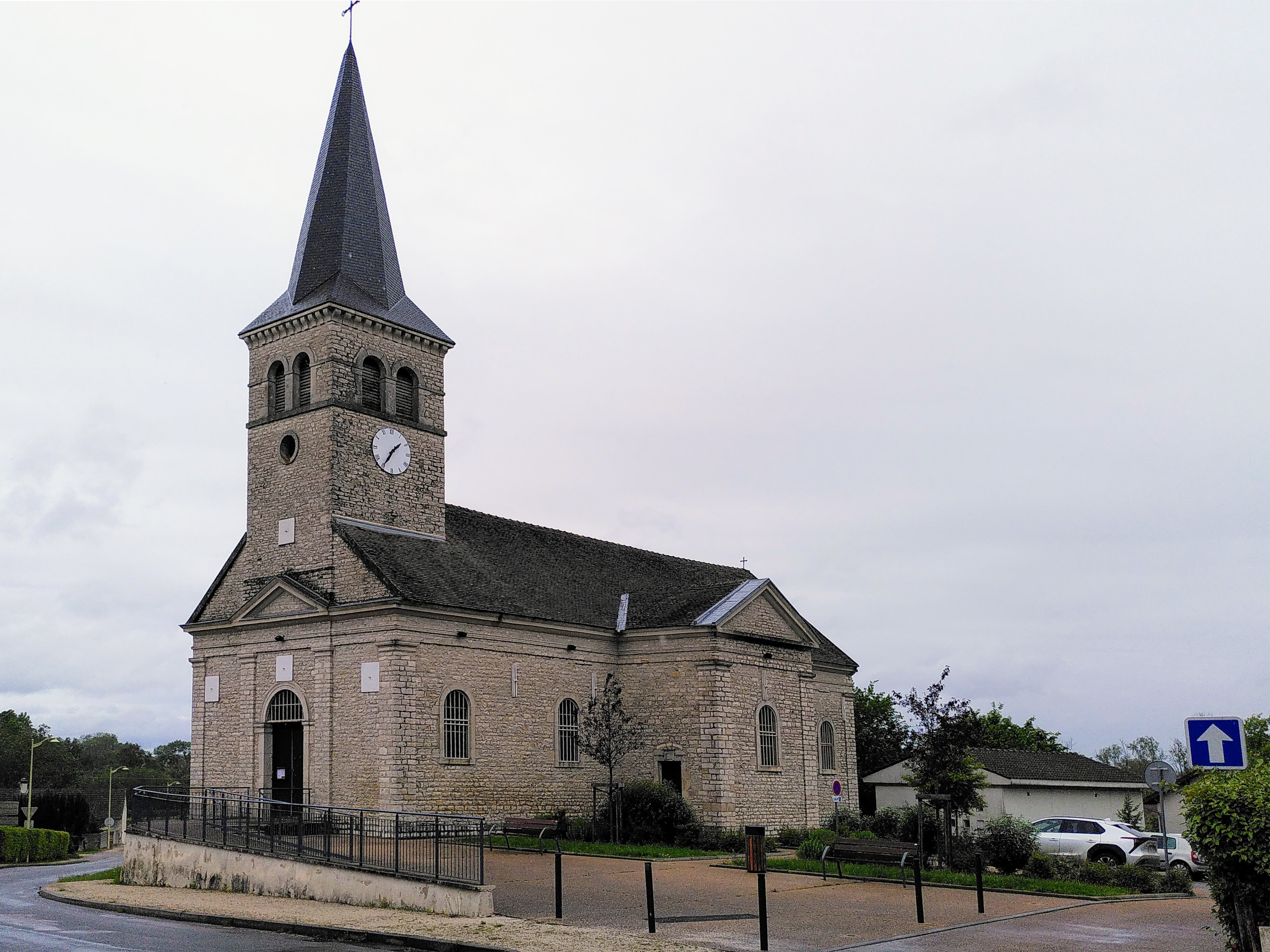
Kirche Saint-Étienne in Saint-Étienne-en-Bresse

Die Bevölkerungsstruktur zwischen Männern und Frauen ist ausgeglichen. Dabei sind 51 % der Bevölkerung jünger als 45 Jahre. Die Gruppe der unter 15-Jährigen macht 17 % der Bevölkerung aus. Demgegenüber sind 27 % der Einwohner älter als 60 Jahre und damit im Rentenalter. Diese Struktur dürfte auf die Tatsache zurückzuführen sein, dass seit 1999 dank einer regen Bautätigkeit die Wohneinheiten um 23 % zugenommen haben. Dadurch dürfte ein verstärkter Zuzug von jungen Familien mit Kindern erfolgt sein.
| Wohnstruktur               | Anzahl Wohneinheiten | davon Häuser | Wohnungen | sonstige |
| -------------------------- | -------------------- | ------------ | --------- | -------- |
|                            | 462                  | 456          | 3         | 3        |
| davon Hauptwohnsitz        | 428                  |              |           |          |
| Zweit- oder Ferienwohnsitz | 7                    |              |           |          |
| vakant                     | 26                   |              |           |          |

## Wirtschaft und Infrastruktur

### Unternehmen, Betriebe, Ladengeschäfte und Einrichtungen
In der Gemeinde gibt es nebst Kirche und Mairie (Gemeindehaus) folgende Unternehmen nach Branchen:
| Branche                                                           | Anzahl Betriebe |
| ----------------------------------------------------------------- | --------------- |
| Industrie und verarbeitendes Gewerbe                              | 3               |
| Baugewerbe                                                        | 8               |
| Groß- und Einzelhandel, Verkehr, Beherbergung und Gastronomie     | 5               |
| Information und Kommunikation                                     |                 |
| Finanz- und Versicherungsdienstleistungen                         | 1               |
| Grundstücks- und Wohnungswesen                                    | 1               |
| Freiberufliche, wissenschaftliche und technische Dienstleistungen | 5               |
| Öffentliche Verwaltung, Unterricht, Gesundheits- und Sozialwesen  | 3               |
| Sonstige Dienstleistungen                                         | 2               |
| Land- und Forstwirtschaftsbetriebe                                | 10              |

In der Gemeinde befinden sich eine Bäckerei und eine Metzgerei, Blumenladen, ein Coiffeursalon, ferner ein Generalunternehmen der Baubranche, ein Bauhandwerksbetrieb, eine Schreinerei/Zimmerei, zwei Maler/Gipser und ein Installateurbetrieb. Der Ort verfügt über eine psychologische Praxis, ein Restaurant und eine Post. Mit den Gütern des täglichen Bedarfs versorgen sich die Einwohner hauptsächlich in Saint-Germain-du-Plain und in Ouroux-sur-Saône.

### Geschützte Produkte in der Gemeinde
Als AOC-Produkte sind in Saint-Étienne-en-Bresse Volaille de Bresse und Dinde de Bresse, ferner Crème et beurre de Bresse zugelassen.

### Bildungseinrichtungen
In der Gemeinde besteht eine École primaire (École maternelle und École élémentaire) Bernard Gaspard, die der Académie de Dijon untersteht und von 78 Kindern besucht wird. Für die Schule gilt der Ferienplan der Zone A.

## Persönlichkeiten
- Marie-Humbert-Bernard Gaspard, Arzt, Friedensrichter und Historiker, geboren 1788, lebte in Saint-Étienne-en-Bresse.